# Donja Budičina
Donja Budičina je mjesto u Sisačko-moslavačkoj županiji, administrativno u sastavu grada Petrinje, smješteno 6 km južno od centra grada, na prometnici Petrinja - Hrvatska Kostajnica.
Šume oko sela, na brdu Plješivica, bogate su kestenom. Na obližnjem potoku nalazi se jedinstveni vodopad nazvan Vražji skok. Šumskom stazom se iz sela može doći do Klinac grada, ostataka srednjovjekovnog burga iz 16. stoljeća. U blizini su pronađeni ostaci rimskog vodovoda.
Značajnije gospodarske aktivnosti u selu su pčelarstvo, voćarstvo i stočarstvo. U selu djeluje kulturno društvo HKUD "Budičanka", čiji članovi aktivno djeluju na očuvanju kulturnih tradicija, narodnih pjesama, plesova i običaja ("Rodež" i "Ladarice") te svake godine održavaju Kestenijadu i folklorne susrete. Narodna nošnja slična je nošnjama iz sela duž rijeke Kupe i ista kao hrastovačka, a izrađena je od domaćeg platna i bogato ukrašena izvezenim i našivenim raskošnim cvjetnim i geometrijskim ukrasima.
Zbog relativno slabog intenziteta prometa na cesti Petrinja - Kostajnica, atraktivne okolice i dugačke nizbrdice, Donja Budičina je dio omiljene biciklističke ture.

## Stanovništvo
Po popisu stanovništva Republike Hrvatske iz 2011. godine u Donjoj Budičini je bilo 236 osoba. Broj stanovnika u posljednjih 150 godina kretao se ovako:
| 1857 | 1869 | 1880 | 1890 | 1900 | 1910 | 1921 | 1931 | 1948 | 1953 | 1961 | 1971 | 2001 | 2011 |
| ---- | ---- | ---- | ---- | ---- | ---- | ---- | ---- | ---- | ---- | ---- | ---- | ---- | ---- |
| 363  | 386  | 438  | 492  | 520  | 512  | 509  | 523  | 414  | 412  | 434  | 425  | 247  | 236  |

| broj stanovnika | 363   | 386   | 438   | 492   | 520   | 512   | 509   | 523   | 414   | 412   | 434   | 425   | 379   | 344   | 247   | 236   | 196   |
|                 | 1857. | 1869. | 1880. | 1890. | 1900. | 1910. | 1921. | 1931. | 1948. | 1953. | 1961. | 1971. | 1981. | 1991. | 2001. | 2011. | 2021. |

## Vanjske poveznice
- Službene stranice grada Petrinje
- Turistička zajednica grada Petrinje  Arhivirana inačica izvorne stranice od 20. svibnja 2008. (Wayback Machine)
- Foto reportaža s planinarenja na Klinac grad